# Кетрін Пібоді Лорінг
Кетрін Пібоді Лорінг RRC (21 травня 1849 — 16 серпня 1943) — американська педагогиня. Вона була керівницею відділу історії в Товаристві заохочення навчання вдома, першій заочній школі в Сполучених Штатах, де вона на все життя подружилася з відомою авторкою щоденників Алісою Джеймс. Вона також була опікункою публічної бібліотеки Беверлі в Беверлі, штат Массачусетс, і президенткою Історичного товариства Беверлі з 1918 по 1941 рік.

## Раннє життя

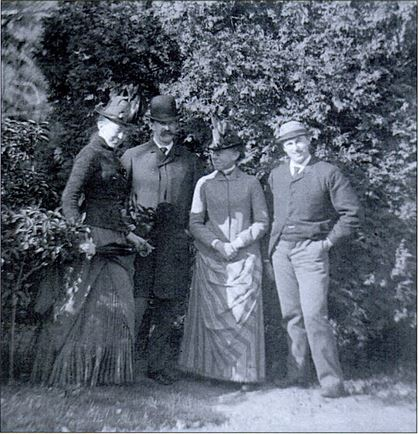
Зліва направо: Кетрін Пібоді, Вільям Калеб, Луїза Патнем і Августус Пібоді Лорінг.

Кетрін Пібоді Лорінг народилася в Беверлі, штат Массачусетс, 21 травня 1849 року в родині Калеба Вільяма Лорінга, президента Plymouth Cordage Company, і Елізабет Пібоді. Її ім'я іноді в багатьох листах писалося з помилками як Кетрін. Сім'я Лорінгів була нащадком Томаса Лорінга, який приїхав до Шінгема, штат Массачусетс, із графства Девоншир, Англія, і була впливовою в Массачусетсі. Її дідусь Чарльз Грілі Лорінг був землевласником у Прайдс-Кроссінг, Беверлі, Массачусетс, який перейшов до батька Лорінга, Калеба. На цих землях він у 1852 році побудував новий будинок. Сім'я часто переїжджала між будинком Прайд-Кросінг, Бернсайд, і сімейним будинком у Бостоні до 1872 року, коли всі вони назавжди переїхали до Беверлі.
Навесні 1888 року, подорожуючи до Флориди та Південної Кароліни з батьком і сестрою, Лорінг познайомилася з Енні Адамс Філдс і Сарою Орн Джеветт, з якими вона була другом на все життя.

## Як вихователька

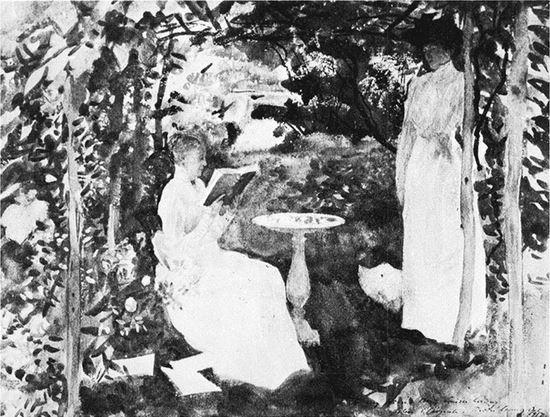
Кетрін (читає) і Луїза Лорінг у Study in Greens Джона Сінгера Сарджента з написом «Моїй подрузі, міс Луїзі Лорінг, Прайд-Кросінг, жовтень 1917 р.». Оригінал був знищений пожежею 1969 року.

Незважаючи на відсутність формальної освіти, Лорінг була завзятою читачкою та багато подорожувала, що було незвично для жінок того часу. Обидва її брати, Вільям Калеб Лорінг, суддя Верховного судового суду штату Массачусетс, і Август Пібоді Лорінг, політик-республіканець і член Конституційного конвенту 1917 року, часто з нею консультувалися.
Через її інтерес до політики та зовнішніх справ Лорінг допоміг Анні Тікнор заснувати в 1873 році Товариство заохочення навчання вдома, щоб сприяти освіті жінок. Вона стала головою історичного відділу, найбільшого з відділів товариства, і займала цю посаду 20 років. Її сестра Луїза Путнам Лорінг також допомагала в школі. Луїза хворіла на туберкульоз, і про неї часто доводилося піклуватися Лорінгу. Лорінг і її сестра разом працювали в Американському Червоному Хресті. Луїза також була хорошою подругою Джона Сінгера Сарджента, який зробив акварель Луїзи та Кетрін Лорінг «Етюд у зеленому», знищений пожежею в 1969 році.
У 1871 році Кетрін Лорінг разом з Джулією Ворд Хов заснували Суботній ранковий клуб, організацію для спільного та інтелектуального розвитку жінок у Бостоні. Окрім жіночих організацій, Лорінг також була ключовою зацікавленою стороною у створенні публічної бібліотеки Беверлі, довіреною особою якої вона також була; іншими організаціями, з якими вона працювала, були: Клуб Мейфлауер у Бостоні, Королівський Червоний Хрест під час Першої світової війни, Жіночу освітню асоціацію, Коледж Редкліфф (приватна програма для навчання жінок викладачами Гарварду), Товариство покращення Беверлі та Массачусетський бібліотечний клуб. Вона також була президенткою Історичного товариства Беверлі протягом 23 років, з 1918 по 1941 рік, виступаючи за придбання Будинку Джона Балча та Будинку Джона Гейла, обидва об'єкти, які зараз перебувають у Національному реєстрі історичних місць США.

## Вплив на Алісу Джеймс

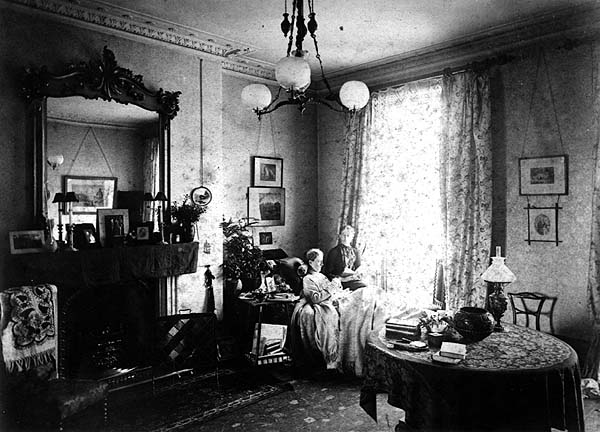
Аліса Джеймс (лежачи) і Кетрін Пібоді Лорінг в Королівському спа-центрі Лемінґтон (Англія), бл. 1890 рік

Лорінг і Джеймс вперше зустрілися в грудні 1873 року. У 1875 році Джеймс приєднався до Товариства і викладала історію разом з Лорінг, яка була керівницею кафедри. Влітку 1879 року Аліса Джеймс написала Сарі Дарвін:
Я хотіла би, щоб ви знали Кетрін Лорінг [...] вона найпрекрасніша істота. Вона має всю ту грубу перевагу, яка відрізняє чоловіка від жінки, в поєднанні з усіма виразно жіночими чеснотами. Немає нічого, чого б вона не могла зробити - від рубання дров і носіння води до приборкання коней-утікачів і навчання всіх жінок Північної Америки...
Навесні 1880 року Лорінг і Джеймс вирушили в Білі гори в Нью-Гемпширі. Під час подорожі вони також відвідали озеро Вінніпесокі, Ньюпорт, Род-Айленд і Кейп-Код. 21 травня 1881 року Лорінг і Джеймс вирушили до Англії і прибули 30 травня. Спочатку вони зупинилися в Річмонді в готелі Зірка і підв'язка, а 18 липня вони тимчасово переїхали в К'ю в будинок Ейси Грей, ботаніка з Гарварду, і Джейн Лорінг Грей, тітки Лорінга. Домовленості К'ю не відповідали потребам Джеймс, і вони переїхали до Севенокса наприкінці липня, а в Лондоні були на Кларджес-стріт, 10, у середині серпня. На початку вересня, коли Генрі Джеймс виїхав до Шотландії, Джеймс і Лорінг переїхали до його кімнати на Болтон-стріт, 4. Наприкінці місяця вони повернулися до Сполучених Штатів. У 1884 році Лорінг і Джеймс переїхали до Англії. Джеймс померла 6 березня 1892 року 
За словами Леона Еделя, Генрі Джеймс використав образи Лорінг і його сестри для своїх героїнь Олів Ченселлор і Верени Таррант у «Бостонцях».

## Подальше життя

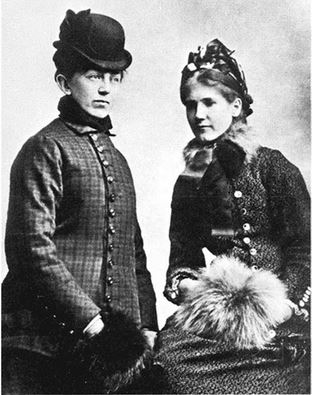
Кетрін Пібоді Лорінг (ліворуч) і невідома подруга, c. 1890 рік

На початку ХХ століття, коли нувориші прибули в Беверлі з Нью-Йорка, вони почали скуповувати старі бостонські родинні особняки. Генрі Клей Фрік запропонував Кетрін Лорінг купити їхню нерухомість у Прайдс Кросінг, на що Лорінг відповіла: «Боже! Що б я зробила з мільйоном доларів?».
Під час Першої світової війни сестри Лорінг брали участь у гуманітарній діяльності. Вони також займалися наданням допомоги після пожежі у Великому Салемі 1914 року та брали активну участь у боротьбі з туберкульозом: Луїза Лорінг була засновницею та президенткою санаторію Ейкен, штат Південна Кароліна, директоркою лікарні Беверлі та засновник Протитуберкульозного товариства в Беверлі. У 1917 році Кетрін допомогла скласти генеалогію родини Лорінг, а в 1932 році написала книгу «Найперші літні жителі Північного узбережжя та їхні будинки».
Завжди слабозора, Кетрін Лорінг у старості повністю осліпла й навчилася писати шрифтом Брайля. Вона померла 16 серпня 1943 року у віці 94 років. Її поховали на кладовищі Маунт-Оберн у Кембриджі, штат Массачусетс разом із сестрою Луїзою, яка померла раніше в 1924 році.